# محمد أباد (تشالوس)
محمد أباد (بالفارسية: محمدآباد) هي قرية تقع في قسم كلارستاق الشرقي الريفي (مقاطعة تشالوس) في إيران. يقدر عدد سكانها بـ 43 نسمة بحسب إحصاء 2016.